# 苯乙酰胺
苯乙酰胺是一种有机化合物，化学式为C8H9NO。它可由苯乙腈在碱性条件下水解制得。它和劳森试剂反应，可以得到硫代苯乙酰胺。它和二乙酸碘苯、氨在甲醇中反应，可以得到苄脲。在氧化汞的存在下，它和二溴海因在DMF中反应，可以得到苄基氨基甲酸甲酯。